# 小柳磨毅
小柳 磨毅（こやなぎ まき）とは、日本の理学療法の専門家。大阪電気通信大学教授。一般社団法人アスリートケア代表。

## 人物・略歴
主にスポーツ障害のリハビリテーションを専門としている。特に高校野球の甲子園大会では、舞台裏で理学療法士として故障選手の対処やリハビリテーションを行っており、世話になった選手は少なくない。また、高野連による選手の肩・ひじの障害予防を啓発するビデオ『PITCH SMART II 〜投手のための肩・ひじの障害予防法〜』の内容検討に参加するなど、予防面でも深く関わっている。
- 1984年　国立療養所近畿中央病院附属リハビリテーション学院理学療法学科卒業
- 1984年　大阪大学 医学部附属病院 理学療法部
- 1986年　関西大学社会学部 社会学科卒業
- 1989年　財団法人日本体育協会スポーツ診療所
- 1993年　大阪府立病院整形外科 理学療法室
- 1994年　大阪府立看護大学医療技術短期大学部 理学療法学科 助手
- 1996年　大阪教育大学大学院 教育学研究科 修士課程修了
- 1997年　大阪府立看護大学医療技術短期大学部理学療法学科 講師
- 2001年　四條畷学園短期大学リハビリテーション学科理学療法学専攻
- 2005年　四條畷学園大学リハビリテーション学部 理学療法学専攻 教授
- 2006年　大阪電気通信大学医療福祉工学部 理学療法学科 教授

## 主な所属学会等
- 日本高等学校野球連盟 医科学委員会 委員
- 社団法人大阪府理学療法士会 理事
- スポーツ傷害フォーラム 世話人
- 日本理学療法士学会
- 日本臨床バイオメカニクス学会
- 日本体力医学会

## 著書
- 『肩のリハビリテーションの科学的基礎』(NAP、2009年) ISBN 4931411797
- 『ストレッチング　アスリートケアマニュアル』(文光堂、2007年) ISBN 9784830651472
- 『実践ＰＴノート　運動器傷害の理学療法』(三輪書店、2007年) ISBN 9784895902618
- 『ここがポイント！　整形外科疾患の理学療法（改訂第2版）』(金原出版、2006年) ISBN 9784307251334
- 『アスレティック・リハビリテーション』(嵯峨野書院、2003年) ISBN 9784782303641
- 『ここがポイント！　整形外科疾患の理学療法』(金原出版、2003年) ISBN 9784307251242
- 『コンディショニング』(嵯峨野書院、2002年) ISBN 9784782303153
- 『スポーツ傷害の理学療法』(三輪書店、2001年) ISBN 9784895901550